# (4306) Dunaevskij
(4306) Dunaevskij es un asteroide perteneciente al cinturón de asteroides, descubierto el 24 de septiembre de 1976 por Nikolái Stepánovich Chernyj desde el Observatorio Astrofísico de Crimea (República de Crimea).

## Designación y nombre
Designado provisionalmente como 1976 SZ5. Fue nombrado Dunaevskij en honor al compositor y director de música ruso soviético Isaak Dunayevsky.